# 小野崎氏
小野崎氏（おのさきし）は常陸国久慈郡小野崎（現在の茨城県常陸太田市）に興った氏族。本姓は藤原氏。

## 概要
従四位下鎮守府将軍藤原秀郷を祖とする武門で、代々常陸国守護代を勤めた。
天仁2年（1109年）、秀郷の玄孫である通延が太田郷の地頭に任ぜられ、太田城を築いて太田大夫と称する。その後、佐竹氏初代・佐竹昌義の久慈郡佐竹郷入部や、2代隆義の太田城接収に伴い旧領からの撤退を余儀なくされ、通延の孫の通盛は小野崎城を築いて小野崎を名乗り、通盛の子の通長の代より佐竹氏に臣従、以降佐竹氏の宿老となった。通胤の嫡男通春は山尾城にあり以後、嫡流は山尾小野崎氏となり、次男通房は石神小野崎氏、三男通業は額田小野崎氏となった。さらに通春の次男の通伯が久慈郡小貫村にあって小貫氏を起こした。
嫡流である山尾小野崎氏は佐竹氏に仕え、佐竹氏一門から養子を迎えている。佐竹氏の秋田藩移封により移住した。14代成通の後継に佐竹義篤の子の義昌が入り、小野崎氏は主家の一門格ともなった。山尾、石神の両家も佐竹重臣を経て近現代まで続いている。

### 額田家の流転
額田城の額田小野崎氏は小野崎氏支流の中でも独立性が強く、佐竹氏の内乱においても混乱の中で主家の所領を横領するなど、変則的な行動が多かった。小野崎従通（照通）・昭通の頃には江戸氏の内紛「神生の乱」に際し、佐竹氏と対立する陸奥国の伊達政宗から内応を促す書面が残る。この頃天正18年（1590年）春に関東は、豊臣秀吉による小田原征伐という激変を迎えるが、従通は佐竹義宣に付属し小田原の秀吉の下に参陣している。翌年、江戸氏の家臣団の内部抗争に際し額田小野崎氏は佐竹氏に逆らう動きを見せたため、義宣により額田城を攻められた。一旦はこれを耐えたが、常陸一国の領有を豊臣氏から認定されていた義宣は、秀吉からの退城勧告を突き付けて従通に迫った。額田小野崎氏は城を出て、下野国の大関氏を頼って落ちたが、大関氏の下も安泰ではないと感じ、日光の中禅寺に逃れた。ここに伊達氏からの使者が訪れ、伊達氏に引き取られた。
その後、慶長7年（1602年）に仇敵の佐竹氏が秋田藩に移封となり常陸国を去ると、額田小野崎氏の家臣団は額田に戻ってきた。伊達家にいた小野崎昭通は、慶長11年（1606年）に伊達政宗の娘五郎八姫と徳川家康六男の松平忠輝の婚姻に際し五郎八姫に付属して信濃国川中島藩の家中となり、慶長15年（1610年）の忠輝の越後加増に伴い越後高田藩士となるが、元和2年（1616年）7月に忠輝が改易となったため浪人し、額田に戻ってきた。
その頃の常陸一国は、慶長14年（1609年）末に徳川家康の子の徳川頼房に与えられていた。新規立藩した頼房の水戸家は広く諸国に人材を求めていたが、増上寺の仲介により、同国内にいた昭通は元和4年（1618年）に徳川御三家の水戸藩に6百石で仕えることとなった。15歳の頼房は「このような武功の人材は広く他国に求めたいと思っていたのに、まさか我が藩領にこのような人材がいるとは思わず、これは幸いである。逆に、このような人材を他国に流出させてはならぬ。」と言ったと伝わる。昭通は名を照通と変え、子孫は以降は水戸藩士となった。この子孫には明治時代に陸軍少佐となった小野崎静通がいる。

## 一門・庶家衆
小野崎氏は佐竹氏の重臣として、数々の戦乱において軍役を負い功労を立ててきた。その兵力を支えたのが庶家である。茅根氏、根本氏などはその好例であり、茅根氏からは幕末の志士・茅根伊予之介、根本氏からは根本新平を出した。

## 小野崎四天王・家老衆
小野崎氏は佐竹四天王と称される佐竹氏配下の有力武家であったが、小野崎氏自身の四天王も存在した。小野崎通政は自身の四天王を赤津氏、武士氏、江畑氏、中郡氏と定めた。
また通政の子の通経は自身の家老の筆頭を大森氏とし、瀧氏、天龍氏、石佐氏、波氏、茅根氏、赤須氏とした。